# 철혈 연설
철과 피(독일어: Eisen und Blut 아이젠 운트 블루트[*])는 1862년 프로이센의 총리 겸 외무대신인 오토 폰 비스마르크가 한 연설 제목이다.
1862년 프로이센 하원이 빌헬름 1세의 군비 확장 법안을 승인하지 않으려고 하자 왕은 비스마르크를 총리 겸 외무대신으로 임명하였다. 며칠이 지난 뒤 비스마르크는 의회 예산위원회에 나타나 군비 확장이 필요함을 이 "철과 피" 연설로 웅변했다. 비스마르크의 연설은 다음과 같은 말로 결론지어지는데, 이 때 나온 "철과 피"라는 구절이 알려져 그 뒤로 이것이 그대로 연설 제목이자 비스마르크의 별명이 되었다.
| “ | 독일은 프로이센의 자유주의가 아닌 힘을 찾고 있소. …(중략)… 프로이센이 유리한 순간을 잡으려면 그 힘을 모으고 유지해야 하지만 그런 순간은 이미 몇 차례 왔다가 가버렸소. 빈 조약 이래 우리는 우리의 건강한 정치 통일체에 걸맞지 않게 형편없는 국경을 가지고 있소. 오늘의 커다란 문제 앞에 내려야할 결단은, 1848년과 1849년에 이미 저질렀던 큰 실수인 연설과 다수결이 아니라, 철과 피로써 이루어져야 할 것이외다. | ” |

비스마르크는 사실 군국주의자라기보다 현실주의자이며 탁월한 외교관이었지만 이 "철과 피" 연설이 너무 유명해져서 전쟁을 통해 독일의 통일을 이룬 그의 정책 자체를 일컫는 대명사처럼 되었다. 비스마르크 본인도 "철의 재상(the iron chancellor)"이라는 별명을 얻었다.

## 참고 문헌
- Armin Jähne: Blut und Eisen. In: Kurt Pätzold, Manfred Weißbecker (Hrsg.): Schlagwörter und Schlachtrufe. Aus zwei Jahrhunderten deutscher Geschichte. Band 1, Leipzig 2002, ISBN 3-86189-248-0, S. 76–82.
- Christoph Jahr: Blut und Eisen. Wie Preußen Deutschland erzwang. 1864–1871. Beck, München 2020, ISBN 978-3-406-75542-2.
- Amerigo Caruso: Blut und Eisen auch im Innern. Soziale Konflikte, Massenpolitik und Gewalt in Deutschland vor 1914. Campus, Frankfurt / New York 2021, ISBN 978-3-593-51328-7.
- Duden-Eintrag „Blut und Eisen“ siehe: Zitate und Aussprüche. 2., neu bearbeitete und aktualisierte Auflage [redaktionelle Bearbeitung: Maria Grazia Chiaro und Werner Scholze-Stubenrecht], Mannheim u. a. 2002, S. 87.